# ميدالية فضية
الميدالية الفضية في الألعاب الرياضية وغيرها من المناطق التي تنطوي مماثلة المنافسة هو الميدالية مصنوعة من، أو مطلية، الفضة التي منحت لاحتلالها المركز الثاني، أو الوصيف، من المسابقات أو المنافسات مثل الألعاب الأولمبية، ألعاب الكومنولث، الخ. يتلقى فائز واضح والميدالية الذهبية والمركز الثالث على الميدالية البرونزية. بشكل أعم، والفضة هو تقليديا معدن يستخدم أحيانا لجميع أنواع من الميداليات عالية الجودة، بما في ذلك تلك التي فنية.

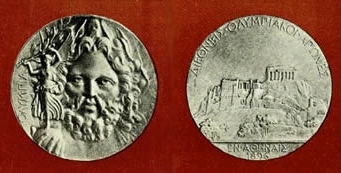
1896 الأولمبية ميدالية فضية